# كادزماسا ناباتا
كادزماسا ناباتا (باليابانية: 鍋田 和理) (مواليد 22 أغسطس 1975)، هو لاعب كرة قدم سابق كان يلعب كلاعب وسط.